# La Cliqua
La Cliqua est un groupe de rap français des années 1990. En 1994, Daddy Lord C est la première sortie vinyle du crew avec le maxi Freaky Flow / Les jaloux sur le label Arsenal Records. Tous ensemble, ils publient Conçu pour durer en 1995, leur premier EP mythique. En 1999, le groupe publie son album éponyme et se dissout par la suite. 
La Cliqua est considérée par la presse spécialisée comme un groupe légendaire dans toute l'histoire du rap français,.

## Biographie
La Cliqua se forme en 1994 pour la sortie du maxi du rappeur Daddy Lord C Freaky Flow / Les jaloux sur le label indépendant Arsenal Records créé pour l'occasion, en comprenant aussi le Chimiste (producteur), Jelahee (DJ), Mush The Phonky Bwana (connu aussi sous le nom de DJ JR Ewing ou de graffeur Oeno) et la choriste Sandra. Lors d'une émission de radio sur Africa n°1 la même année, le groupe rencontre Rocca, proche de Jelahee avec qui il formait Jazz Connexion, et le Coup d'État Phonique (Doc Odnok, Egosyst, Raphaël et Lumumba). La Cliqua devient alors un collectif. « À la base, La Cliqua, c’était un consortium de graffeurs, notamment les collectifs PCP ou VEP, de DJs, d’artistes divers… Mais j’étais le seul rappeur », explique Daddy Lord C. Booba rejoint brièvement le groupe en étant danseur pour Coup d'État Phonique mais aussi rappeur en enregistrant son premier couplet avec la Cliqua sur la compilation Sortir du tunnel enregistrée dans le studio Tikaret en 1994 pour le titre Exercice de style. Celui-ci rejoint finalement le collectif Beat de Boul,.
Tous ensemble, ils publient Conçu pour durer en 1995, leur premier album mythique, qui leur permet d'être populaire à l'échelle nationale et de se produire lors de concerts aux États-Unis, en Suisse, en Belgique, au Canada et en Allemagne. Ils effectuent même la première partie de Mobb Deep et d'Afrika Bambaataa à New York. Conçu pour durer est bien accueilli par le public et la presse spécialisée,.
Rocca publie en 1997 son premier album solo, Entre deux mondes. En 1998, Daddy Lord C publie également son album solo, Le noble art, nom donné en référence à sa carrière dans la boxe. Ideal J ayant signé sur Arsenal Records, Chimiste produit la chanson L'amour sur l'album Le combat continue. Après le départ d'Egosyst en 1997, Doc Odnok (se nommant ensuite Kohndo) quitte La Cliqua en 1998. L'année suivante sort le premier album du groupe produit par Jelahee, Ace, Noï et Le Chimiste, qui atteint la 28e place des classements français. Pourtant les différents membres prennent leurs distances. Rocca, Daddy Lord C et Raphaël (maintenant Raphton) décident de continuer leurs carrières chacun de leur côté. la même année, La Cliqua est officiellement dissoute.
Rocca publie deux albums solos en 2001 et 2003 et forme le groupe Tres Coronas. Il explique dans une interview qu'il laisse le rap français pour le moment et se donne à fond pour son crew basé au Queens à New York. Après trois maxis, Kohndo sort un premier album solo en 2003 : Tout est écrit, puis un second en 2006: Deux pieds sur terre / Stick to Ground, sur lequel figure les rappeurs américains de Slum Village, Insight et le chanteur Dwele. Egosyst change de pseudo pour Aarafat et fonde le groupe I.M.S. Raphaël, devenu Raphton, participe au crew THC.
À la surprise générale, le groupe se reforme sur la scène de Transbordeur à Villeurbanne en avril 2008, lors du festival L'Original (Festival international de Hip-Hop - Lyon) pour un concert; seul Raphaël n'est pas présent tout comme le 16 janvier 2009 à l'Élysée-Montmartre. Un morceau de La Cliqua datant de 1994 et comportant le tout premier couplet de Booba est mis en ligne sur Internet en 2014, confirmant l’éphémère appartenance de Booba au groupe avant l'enregistrement de Conçu pour durer. En 2015, un clip de la chanson À l'ancienne est mis en ligne; il s'agit du tout premier clip dans l'histoire du groupe.

## Discographie

### Album
- 1995 : Conçu pour durer
- 1999 : La Cliqua

### Compilations
- 1996 : Le vrai Hip Hop (compilation)
- 2007 : Le meilleur, les classiques (best of)

### Apparitions
- 1995 : Freestyle - La Cliqua (sur la mixtape Freestyle de Cut Killer)
- 1995 : Requiem - La Squadra (sur la bande originale du film La Haine)
- 1995 : L'undaground s'exprime - Assassin feat. Rocca, Daddy Lord C, Ekoué, Stomy Bugsy, Sté Strausz, Djamal et D' Kabal et Undaconnexion (sur le maxi d'Assassin, L'Odyssée suit son cours)
- 1995 : Ne joue pas avec le jeu - Sleo feat. Rocca, Fabe, Lady Laistee, Osez, LSO et Bruno (sur l'album de Sleo, Ensemble pour l'aventure)
- 1996 : Labyrinthe - 2Bal 2Neg' feat. Rocca, Monsieur R et Vensty (sur l'album de 2Bal 2Neg', 3 x Plus Efficace)
- 1996 : Lascars - 2Bal 2Neg' feat. Egosyst (sur l'album de 2Bal 2Neg', 3 x Plus Efficace)
- 1996 : Rap Contact - La Cliqua (sur la compilation Arsenal Records)
- 1996 : Le hip-hop, mon royaume - Rocca (sur la compilation Arsenal Records)
- 1996 : Là d'où l'on vient - La Squadra (sur la compilation Arsenal Records)
- 1996 : Paris la nuit - La Cliqua (sur la compilation Arsenal Records)
- 1996 : Tout ce qu'on pense de toi - Double Pact feat. Egosyst (sur l'EP de Double Pact, Impact N°3)
- 1997 : Là d'où l'on vient - La Squadra (sur la compilation L 432)
- 1997 : Sans regret - NAP feat. Rocca, sur l'album des NAP, La Fin du monde
- 1997 : Au sommet de Paris - NAP feat. Kohndo, sur l'album des NAP, La Fin du monde
- 1997 : Un dernier jour sur Terre - La Squadra (sur la mixtape de Cut Killer, Cut Killer Show)
- 1997 : Apocalypse - La Cliqua (sur la compilation Invasion)
- 1997 : On se retrouvera - East feat. Daddy Lord C et Kohndo (sur le maxi d'East, Eastwoo)
- 1998 : Rien ne changera - Rainmen feat. La Squadra
- 1998 : Mon Paradis - Raphael (sur la compilation Hostile hip-hop 2)
- 1998 : Fin de siècle - Kohndo feat. Sir Doum's et Shiva (sur la compilation de Lord Killer)
- 1998 : Front nubien - Kohndo feat. IMS & Bazooka (sur la compilation Sachons dire NON Vol.1)
- 1998 : Freestyle - Kohndo (sur la compilation Néochrome Vol.1)
- 1999 : Vengeance - Zoxea feat. IMS (Aarafat et Khomeyni), Nysay, Pass' Partoo, LIM, Dany Dan, Mala, Sir Doum's et Don Choa (sur l'album de Zoxea, À mon tour de briller)
- 1999 : El dia de los muertes - Big Red feat. Rocca (sur l'album de Big Red, Big Redemption)
- 1999 : Sous un grand ciel gris - Rocca (sur la compilation Le Groove prend le maki)
- 1999 : Les quartiers chauffent - La Cliqua (sur la compilation L'univers des lascars)
- 1999 : Animalement vôtre - Rocca feat. Hamed Daye, Shurik'N et Kery James (sur la compilation Première Classe Vol.1)
- 1999 : Un parmi des millions - Koma feat. Kohndo et Rocé (sur l'album de Koma, Le Réveil)
- 1999 : Une main tendue - Kent-zo feat. Kohndo et Rocé (sur l'album de Kent-zo, L'Olympe)
- 1999 : Freestyle - Kohndo feat. Kalujiro (sur la mixtape d'Iron Sy & Black Killah, La tuerie)
- 2000 : Tu veux savoir ? - Monsieur R feat. Rocca, La Brigade et Rockin' Squat (sur l'album de Monsieur R, Anticonstitutionnellement)
- 2000 : Guerilla 2000 - Cercle Vicieux feat. Raphael (sur le maxi du Cercle Vicieux, Guerilla 2000)
- 2001 : Morts les enfants - Rocca (sur la compilation Hexagone 2001)
- 2001 : Paris - Rocca feat. Ill et Eloquence (sur la compilation Mission suicide)
- 2001 : Llama me - Wallen feat. Rocca (sur l'album de Wallen, À force de vivre)
- 2001 : Animalement Vôtre Remix - Rocca feat. Hamed Daye, Shurik'N et Kery James (sur la compilation, Une spéciale pour les halls)
- 2002 : Qui a le son ? - Rocca feat. Niro (sur la compilation Niroshima 2)
- 2003 : On traîne dans la rue - Kertra feat. Le T.I.N., John Deïdo et Daddy Lord C (sur l'album de Kertra, Le Labyrinthe II)
- 2003 : Traffic - Rocca (sur la compilation French Touch Vol.2)
- 2004 : Redvolution - Big Red feat. Rocca (sur l'album de Big Red, Redsistance
- 2004 : C pour ma hard click - Kohndo (sur la mixtape 92100% Hip Hop Vol.4)
- 2005 : Bring It Back - Rocca feat. The Beatnuts (sur la compilation The Basement)
- 2005 : Konection - Pelson feat. Rocca
- 2005 : Medouze feat. Raphael et Bazouka - Mec du bitume (sur l'album de Medouze, Un pas de plus)
- 2006 : Illicite - Rocca (sur la compilation Narcobeat 2: Règlement de comptes)
- 2006 : Pas de kaille ici - Mastock feat. Rocca (sur le street album de Mastock, J'avais prévenu)
- 2006 : Donner l'envie - Zahariya feat. Rocca
- 2006 : Du sable sur les paupières - Hocus Pocus feat. Kohndo (sur l'album de Hocus Pocus, 73 Touches (réédition))
- 2008 : La Cliqua - Concert historique - Festival L'Original - Lyon - Transbordeur
- 2009 : Regretter le temps - Daddy Lord Clark feat. Kohndo, Manu Key, Mokobé, Madison et Ill (sur l'album Hommage à Fredy K)
- 2020 : Exercice de style (enregistré en 1994) - La Cliqua, Booba et Moda (sur la compilation Sortir du tunnel)